# Helena Batylda Charlotta Maria Fryderyka Waldeck-Pyrmont
Helena Waldeck-Pyrmont, niem. Prinzessin Helene Bathildis Charlotte Maria Fryderyka zu Waldeck und Pyrmont (ur. 22 grudnia 1899 w Bad Arolsen, zm. 18 lutego 1948 w Rastede) – księżniczka niemiecka.
Urodziła się jako trzecie dziecko i jedyna córka Fryderyka Waldeck-Pyrmont (1865-1946) i jego żony, księżnej Batyldy Schaumburg-Lippe (1873-1962), córki Wilhelma Karla Augusta, księcia Schaumburg-Lippe. Była kuzynką królowej Wilhelminy. Nazwana została na cześć ciotki Heleny, księżnej Albany (1861-1922), żony Leopolda, księcia Albany, najmłodszego syna królowej Wiktorii.
26 października 1921 w Arolsen poślubiła Mikołaja, następcę wielkoksiążęcego tronu Oldenburga (1897-1970), syna Fryderyka Augusta II, wielkiego księcia Oldenburga i księżnej Elżbiety Aleksandry Mecklenburg-Schwerin. Mieli dziewięcioro dzieci:
- Antoni-Günther, książę Oldenburg (ur. 16 stycznia 1923)
- księżniczka Ryksa Oldenburg (28 marca 1924 – 1 kwietnia 1939)
- książę Piotr Oldenburg (ur. 7 sierpnia 1926)
- księżniczka Eilika Oldenburg (ur. 2 lutego 1928)
- książę Egilmar Oldenburg (ur. 14 października 1934)
- książę Fryderyk August Oldenburg (ur. 11 stycznia 1936)
- księżniczka Altburga Oldenburg (ur. 14 października 1938)
- książę Huno Oldenburg (ur. 3 stycznia 1940)
- książę Jan Oldenburg (ur. 3 stycznia 1940)

Zmarła w wieku 48 lat, a jej mąż ożenił się powtórnie dwa lata po jej śmierci w 1950 - z Anną-Marią von Milchling.

## Tytuły
- 22 grudnia 1899 – 26 października 1921: Jej dostojność Helena Waldeck-Pyrmont
- 26 października 1921 – 18 lutego 1948: Jej Królewska Wysokości dziedziczne wielka księżna Oldenburg
- Tytuł honorowy : 24 lutego 1931 – 18 lutego 1948: Jej Królewska Wysokość Wielka Księżna Oldenburg